# イバラキ病
イバラキ病（Ibaraki disease）とはイバラキウイルス感染を原因とする牛の感染症。かつてはブルータング様疾病と呼ばれていた。また、牛流行熱とともに流行性感冒として家畜伝染病予防法で取り扱われていた。現在は家畜伝染病予防法における届出伝染病。

## 宿主
牛、水牛、めん羊
（めん羊には病原性はない）

## 病原
Reoviridea Sedoreovirinae Orbivirusに属する。
イバラキウイルスはEHDV（Epizootic hemorrhagic disease virus）に分類され、中和テストで血清型2型（EHDV-2）と近縁である。
＊EHDV＝家畜流行性の出血性の病気のウイルス
dsRNAで10本の分節からなる。
ヌカカをベクターとする。

## 分布・疫学
東アジアや東南アジアの国々、オーストラリアで見られる。
牛流行熱と同様でヌカカを介することから季節性があり主に夏から秋にかけて流行する。日本での北限は北緯38度（新潟県や福島県以南）とされている。
日本では1959年の夏から秋にかけて関東地方以南の各地で発生して以降1982年までの長期間、発生は確認されなかった。1982年では九州地方で小規模な発生があった。これと全く同時期に韓国でも発生が確認されている。1987年は九州地方と高知県および兵庫県で発生。1997年から1998年には九州地方から近畿地方までの西日本で発生した。日本での発生には地域性（低地や湿地）が認められ、1987年と1997年の流行では西日本のほぼ同一地域で確認された。また発病牛は黒毛和種や褐色和種といった肉用牛の割合がホルスタイン種より高く、ウイルスに対する感受性には種差があり肉用牛は高いと考えられる。

ウイルスの伝播はウイルス血症を起こした動物を吸血したベクターを介して起こり、接触感染や飛沫感染では起こらない。日本ではウシヌカカによる媒介が多くイバラキ病の主な原因となっている。また感染牛は3ヵ月の長期間にわたりウイルス血症を起こすことから、不顕性感染の個体が疾病の流行と存続に大きな役割を果たすと考えられている。感染牛のうち約80％は不顕性感染を示し残りの約20％で顕性感染を示す。発症した牛のうち約20％の個体は死に至る。同居感染はない。

## 症状
感染初期では発熱、食欲不振、結膜の充血、浮腫を示し、初期症状から3 - 7日後に、嚥下障害、舌麻痺、咽喉頭麻痺を示す。嚥下障害が発生した場合、水が飲めなくなることによる脱水症状や、誤嚥性肺炎により死に至る。また、流死産との関連が示唆されている。

## 診断
診断には患者から採取した赤血球をBHK21、HmLu-1、Vero細胞あるいは乳のみマウス脳内に接種する。血清診断はHI反応あるいは中和テストを用いる。

## 治療
嚥下障害に対しては胃カテーテルによる水分補給あるいは輸液による脱水の防止を行う。

## 予防
ワクチンが開発されている。